# プロ野球審判員
プロ野球審判員（ぷろやきゅうしんぱんいん）とは、プロ野球の試合を審判する上で必要な資格。

## 日本プロ野球
プロ野球は日本で最も観客動員数の多いプロスポーツとして注目が高く、その試合を裁くには、アマチュア野球以上の正確性と、長時間試合に対応できる体力、精神力が必要とされる。

### 採用方法
1. 引退したプロ野球選手からの採用
2. アマチュア野球審判員からスカウトする
3. 一般公募

の3通りで行われるが、セントラル・リーグ（セ・リーグ）では、2004年より審判養成講座が設けられ、養成講座から採用されるケースもあり、2005年の養成講座から採用された審判員が1名誕生した。一般人が挑戦するには主に3の方法だが、これは採用時期が不定期であり、採用人数は少ない。ゆえに難易度の高い試験である。採用・契約・査定・解雇はセントラル・リーグ（セ・リーグ）、パシフィック・リーグ（パ・リーグ）が独自に実施している。
採用基準は両リーグとも心身ともに健康な上で、以下に示す通り。
セ・リーグ
1. 募集が出た時点で年齢30歳未満の男子。
2. 身長175cm以上、裸眼視力1.0以上。
3. 野球経験は問わない。

パ・リーグ
1. 募集が出た時点で年齢30歳未満の男子。
2. 身長175cm以上、裸眼視力1.0以上。
3. 野球経験者である事。

書類選考、筆記、実技、動体視力試験、面接を経て採用される。

### 採用後
採用1年目のオフにはアメリカ合衆国にある審判学校へ留学する。その後2軍でさらに研鑚を積み重ね、平均3 - 4年目辺りから一軍戦でも審判を行う（この段階では一軍と二軍を行ったり来りなので、通称一軍半）。そして6年目辺りから一軍に完全定着して研鑚に努め、優れた審判技術を擁する者はオールスターへの出場が、15年 - 20年のキャリアで日本シリーズへの出場ができる。またクルーチーフ（審判団で協議した内容の”最終決定権”を持つ「責任審判」を兼務）、部長への道も並行して進むが、ミスが多くなれば、たとえ審判部役職者であっても再び二軍へ降格される。逆に資質があると認められれば、秋村謙宏のように一年目から一軍での審判を経験することも可能。また入局10年程度で日本シリーズに出場する審判、5年目でオールスターの球審に抜擢される審判も近年では出てきている。かつては巨人戦を裁く審判は経験豊富な審判員が担当していたが、近年ではローテーション（球審→控え審判”バックネット裏の控室にて待機する、緊急時の交代要員として各球場で1名を配置”→3塁審判→2塁審判→1塁審判→球審という「時計回り」の巡）が確立されたこともあり、経験の少ない若手も満遍なく担当するようになった。一軍定着した審判員は、1シーズンでおおむね100試合前後を担当する。入局したばかりの若手は、ストライクコール時のジャッジの際、講習にて教わったお手本通りに体を動かすのが決まりだが、5年目以降になると、審判長が許可した”各自で考えた”オリジナルのものに変更する事が可能になっている。
定年は55歳（役員定年も含む）となっているが、実施時期は未定ながら定年58歳へ引き上げる事が決定している。現時点でも能力を維持できると判断されれば55歳を越えて活躍できる。パ・リーグは55歳を迎えた部長は一審判員に戻って現役続行する傾向があるが、セ・リーグは55歳以降も部長を継続し、部長のまま引退する傾向がある。1リーグ制になって以降は、定年の年齢が引き上げられ、58歳まで審判員を続けることが可能になっている。さらに、2019年現在では役職定年も従来の55歳から58歳に引き上げられ、能力が維持できると判断された審判員は原則60歳まで、最大で65歳まで審判員を継続することが可能になっている。
55歳を過ぎた審判員は原則オープン戦・リーグ戦の出場のみでクライマックスシリーズ及び日本シリーズとポストシーズンの試合には出場しない。
しかし年々55歳を過ぎた審判員の割合が増えていき、2022年末で一軍審判3人が引退・退局したため2023年から上記に当たる嶋田哲也、小林和公、木内九二生、秋村謙宏が出場するなど緩和されている。嶋田に関しては日本シリーズにも出場した。2024年には笠原昌春が59歳で日本シリーズに出場する見込み。
2005年からセ・パ交流戦が始まったこともあり、セ・パ両リーグと両審判部がコミッショナー下に統合された。
円滑な運営や経費節減などを目的に、2011年のシーズンから各連盟ごとの審判委員業務を統合し、日本野球機構審判部審判委員として活動することになった。両リーグで異なっていた立ち位置や細かな動作なども統一される。これに先立ち2010年から両リーグで異なっていた審判の帽子・ユニフォームを統一しNPBマークを付けた。また、記録員も2010年から統合された（2009年11月発表）。これに伴い同年以降は元セ・リーグの審判がパ・リーグの試合を担当したり、あるいはその逆の事例が見られるようになり、また1つの試合に元パ・リーグと元セ・リーグの審判が混在するようになった。
審判の袖番号はパ・リーグでは1977年から、セ・リーグでは1988年から採用されている。
給料は1年契約の年俸制であり、本俸は12等分して毎月支払われ、更に本俸に足されて用具費・遠征旅費・出場手当が支払われる。
出場手当は1試合につき、1軍公式戦の場合は球審：34,000円、塁審：24,000円、控え：7,000円であり、2軍公式戦の場合は一律2,000円である。一軍の最低年俸は750万円、二軍の最低年俸は345万円であり、1軍レギュラークラスの年俸は1000万円以上、トップクラスでは2000万円近くになる。ただし、用具費や遠征費などの必要経費が含まれているため、実質の可処分所得は額面の6、7割程度である。ただし、一軍の最低年俸が適用されるには一軍での累計500試合出場が条件となる。

### 2014年以降
2013年にNPBアンパイア・スクールが設立され、2014年以降のNPB審判員の新採用に関しては、このプログラムの受講者のみを対象とすることになった。
このスクールはアメリカの審判学校が5週間かけて行うメニューをおよそ1週間で行うハードな受講内容で、スクール終了後に成績優秀と認められた数名がまず「NPB研修審判員」として採用される。研修審判員は年俸102万円（月17万円の6ヶ月契約）で、1年もしくは2年間、独立リーグである四国アイランドリーグplusやベースボール・チャレンジ・リーグに派遣される。そこではNPB指導員や独立リーグの審判部長が球審、塁審としての動きをチェックして、基礎を徹底的に鍛えられる。その後、毎年10月に宮崎で行われるフェニックス・リーグを最終試験とし、合格すれば「NPB育成審判」に昇格する（2014年採用の第1回については、直接育成審判員となったケースが存在した）。
育成審判員は年俸345万円で、2軍の試合にも出場できる。最長3年の育成期間内で最終試験に合格をすれば「本契約」となり、年俸も385万円にアップする。ただし、本契約となってもすぐに1軍出場ができるわけではなく、本契約から数年経験を積んだ後に最初は月2、3試合の出場で、残りの日程は2軍で経験を積む。そこから実績を積み上げていって1軍の試合にレギュラーで出場出来るようになるには、平均すると研修・育成期間を合わせ最低10年はかかることになる。
1軍の試合にレギュラーで出場するようになり「1軍通算出場試合数500試合＋年間72試合以上出場」の条件をクリアすれば最低保証年俸の750万円となり、さらに出場手当が上積みされる（球審3万4000円、塁審2万4000円、控え審判7000円）。年間を通じて活躍すれば、出場手当だけで200万円を超えて、合算すれば年俸1000万円以上になる。ただし本契約になり1軍に定着していても審判の契約期間は選手と同じ1年毎であり、サラリーマンのように雇用が保証されているわけではない。
体力的、技術的に問題がなければ55歳から60歳前後まで契約更新の可能性があるものの、近年、NPBの元選手が審判を目指さなくなったのは昔と違うこのような厳しい環境が関係していると考えられている。